# Santos-o-Velho
Santos-o-Velho (por vezes designada apenas Santos) é um bairro e antiga freguesia portuguesa do município de Lisboa, com 0,53 km² de área e 4 020 habitantes (2011). Densidade: 7 584,9 hab/km².
A freguesia foi criada em 1566, por desanexação da freguesia de Nossa Senhora dos Mártires.
Como consequência de nova reorganização administrativa, oficializada a 8 de novembro de 2012 e que entrou em vigor após as eleições autárquicas de 2013, foi determinada a extinção da freguesia, passando o seu território integralmente para a nova freguesia da Estrela.
O bairro de Santos-o-Velho é servido por várias paragens de autocarros, eléctricos e uma estação de comboios, da Linha de Cascais. É também um dos principais pontos da vida nocturna dos jovens lisboetas, principalmente aos fins-de-semana e vésperas de feriados.

## População
★ No censo de 1864 pertencia ao Bairro de Alcântara. Os seus limites foram fixados pelo decreto-lei nº 42.142, de 07/02/1959

 Grupos etários em 2001 e 2011			

| Nº de habitantes | Nº de habitantes | Nº de habitantes | Nº de habitantes | Nº de habitantes | Nº de habitantes | Nº de habitantes | Nº de habitantes | Nº de habitantes | Nº de habitantes | Nº de habitantes | Nº de habitantes | Nº de habitantes | Nº de habitantes | Nº de habitantes | Nº de habitantes |
| ---------------- | ---------------- | ---------------- | ---------------- | ---------------- | ---------------- | ---------------- | ---------------- | ---------------- | ---------------- | ---------------- | ---------------- | ---------------- | ---------------- | ---------------- | ---------------- |
| 1864             | 1878             | 1890             | 1900             | 1911             | 1920             | 1930             | 1940             | 1950             | 1960             | 1970             | 1981             | 1991             | 2001             | 2011             |                  |
| 12271            | 14750            | 18592            | 20044            | 21762            | 20752            | 24091            | 25224            | 23739            | 13788            | 9708             | 8461             | 5534             | 4013             | 4020             |                  |
|                  | +20%             | +26%             | +8%              | +9%              | -5%              | +16%             | +5%              | -6%              | -42%             | -30%             | -13%             | -35%             | -27%             | +0%              |                  |

|     | 0-14 anos  | 15-24 anos | 25-64 anos   | 65 e + anos |
| Hab | 436 \| 479 | 452 \| 413 | 1996 \| 2219 | 1129 \| 909 |
| Var | +10%       | -9%        | +11%         | -19%        |

## Património
- Igreja Lusitana Católica Apostólica Evangélica
- Igreja de Santos-o-Velho
- Chafariz da Esperança
- Chafariz das Janelas Verdes
- Museu Nacional de Arte Antiga ou Museu das Janelas Verdes ou Palácio Alvor
- Edifício na Rua das Janelas Verdes, n.ºs 70 a 78
- Convento das Trinas do Mocambo
- Abadia de Nossa Senhora da Nazaré do Mocambo ou Convento das Bernardas do Mocambo ou Real Mosteiro de Nossa Senhora da Nazaré do Mocambo
- Cinema Cinearte ou Companhia de Teatro A Barraca
- Gare Marítima da Rocha do Conde de Óbidos ou Estação Marítima da Rocha do Conde de Óbidos

## Arruamentos
A freguesia de Santos-o-Velho continha 43 arruamentos. Eram eles:
| - Avenida de Brasília - Avenida Dom Carlos I - Avenida Vinte e Quatro de Julho - Beco da Galheta - Beco do Machadinho - Calçada de Castelo Picão - Calçada Marquês de Abrantes - Calçada Ribeiro Santos - Corredor da Torrinha - Escadinhas da Praia - Largo de Santos - Largo Vitorino Damásio - Pátio do Pinzaleiro - Rua da Esperança - Rua das Francesinhas | - Rua das Janelas Verdes - Rua das Madres - Rua das Praças - Rua das Trinas - Rua de Santos-o-Velho - Rua de São Domingos - Rua de São Félix - Rua de São João da Mata - Rua do Cura - Rua do Guarda-Mor - Rua do Machadinho - Rua do Meio à Lapa - Rua do Quelhas - Rua dos Industriais | - Rua dos Remédios à Lapa - Rua Garcia de Orta - Rua Presidente Arriaga - Rua Vicente Borga - Travessa da Bela Vista - Travessa das Inglesinhas - Travessa das Isabéis - Travessa de José António Pereira - Travessa de Santos - Travessa do Convento das Bernardas - Travessa do Pasteleiro - Travessa do Pé-de-Ferro - Travessa dos Barbadinhos - Travessa Nova de Santos |

Existiam ainda outros 9 arruamentos reconhecidos pela Câmara, mas não geridos directamente por esta:
- Pátio das Vacas (Rua de São Félix, 15)
- Pátio do Delfim (Rua do Cura, 24)
- Pátio do Rato (Rua das Trinas, 99)
- Pátio Gomes Pereira (Avenida Vinte e Quatro de Julho, 106)
- Pátio Loiça / Pátio Lousa (Rua Garcia de Orta, 11)
- Pátio Sem Nome (Rua Vicente Borga, 152)
- Pátio Sem Nome (Travessa do Pé-de-Ferro)
- Pátio Trinas (Rua das Trinas, 53)
- Vila Doroteia (Rua das Trinas, 61)